# ゲルダ・タロー
ゲルダ・タロー（Gerda Taro、1910年8月1日 - 1937年7月26日）は、ユダヤ系ポーランド人の写真家、報道写真家。本名はゲルタ・ポホリレ（Gerta Pohorylle）。「タロー」はあくまで仕事用に作った架空の名前。
ロバート・キャパの公私に渡るパートナーであった。キャパの名は当初は架空の写真家名だったが、ゲルダはその作品の共同撮影者だった。キャパが撮影したと信じられていた有名な写真「崩れ落ちる兵士」の本当の撮影者。

## 若年期
1910年、ゲルダはドイツ・シュトゥットガルトのユダヤ系ポーランド人（ガリツィア系）の中流家庭に生まれた。その後スイスの寄宿学校に通った。
1929年、ナチスの台頭に先立ち、一家はライプツィヒに引っ越した。彼女はナチスに反対して左翼組織に参加し、1933年には弟たちが反ナチスのビラを撒いた事で逮捕拘留された。ゲルダは釈放されたものの、結局一家はドイツを去ることを強いられた。彼女はその後二度と家族に会うことはなかった。

## フランス滞在期
1934年、ナチスの反ユダヤ主義から逃れ、ゲルダはフランスのパリへ引っ越した。1935年、彼女はハンガリー出身で同じくユダヤ系の写真家、アンドレ・フリードマンに出会い、彼の個人的な助手となり撮影技術を学んだ。彼女は、Alliance Photo社で写真編集者として働き始めた。彼らは恋に落ち、公私にわたるパートナーとなる。
1936年、彼女は初めて報道写真家の資格を得た。そこで彼女とフリードマンは計画を練った。彼らはニュース写真を撮影したが、それは架空の裕福な出身のアメリカ人写真家ロバート・キャパ（名前はフランク・キャプラにちなんだとされる）の作品として売られた。これは、当時のヨーロッパで強まっていた政治的狭量を乗り越えるには便利で、アメリカ市場で良い収入を得るにはふさわしい名前であったためである。この画策の秘匿は長くは続かなかったが、アンドレは自分の名前として「ロバート・キャパ」を使い続けた。ゲルダは仕事用の名前として、アンドレと親交のあった岡本太郎にちなんで、「タロー」を名乗ったとされる。彼らは、1930年代のフランス人民戦線政権成立の出来事を共に取材した。

## スペイン内戦
1936年、スペイン内戦が勃発し、タローはキャパと共に取材のためバルセロナに飛んだ。彼女は「小さい赤毛ちゃん」のニックネームで呼ばれた。彼らはアラゴン北東部とコルドバ南部で戦場を取材した。基本的に常に一緒のロバート・キャパの架空のサインを使い、彼らは多くの有力な出版物（スイスの『Züricher Illustrierte』、フランスの『ヴュ』など）を通じて成功した。彼らの初期のスペイン内戦の写真は、タローは正方形に写るローライを、キャパは長方形に写るライカを使用したことでどちらが撮影者が判別できた。しかし、1937年には時々キャパ&タローの名でゲルダも135フィルムで撮影したため、長年にわたってどれが彼女の作品であるかの特定が困難な状況が続いた。
それ以降、ゲルダはキャパのプロポーズを断り、独立し始めた。また、ヨーロッパの知識人（アーネスト・ヘミングウェイ、ジョージ・オーウェル）の反ファシズムサークル（国際旅団）と公に関係を持ち始めた。フランスの左派系新聞「ス・ソワール（Ce Soir）」は、彼女の作品のみで契約した。そして彼女は撮影した写真をタローの名で送り出すようになった。『ルガール（Regards）』、『ライフ』、『イラストレイテド・ロンドン・ニュース』、『Volks-Illustrierte』などのグラフ誌に掲載された。
タローはバレンシアの爆発事件を単独で取材し、彼女の最も有名な写真を撮影した。また、1937年7月、彼女の写真が国際報道機関に人気があった時、彼女はマドリード西方のブルネテ地方で「ス・ソワール」のために単独で取材をしていた。フランコ率いる反乱軍側はその地方は制圧下にあると主張していたが、事実上、共和国側が支配していた。実際の状況を証明していたのは、タローのカメラだけだった。

## 死去
1937年7月25日、ゲルダは国際旅団の政治委員であったカナダの作家、テッド・アランと共にスペイン内戦のブルネテの戦いの取材に向かったが、反乱軍の攻勢が激しくなり、撤退する共和国軍の混乱に巻き込まれてしまった。後退する道の途中で、負傷兵を運ぶウォルター将軍用のオープンカーを見つけ、同乗しようとステップに足をかけた際に、暴走した共和国軍の戦車が車の側面に衝突、振り落とされたゲルダはこれに轢かれ重傷を負った。破れた腹から腸がはみ出すのを自ら押さえるほどの深刻な傷で、直ちにエル・エスコリアルにある共和国軍第35師団の野戦病院に担ぎ込まれ、緊急手術を受けたものの、翌7月26日に死亡した。一度意識を取り戻した際に発した「私のカメラは大丈夫？まだ新品なのよ」が最期の言葉であったとされる。
タローの死を巡っては、『ニュー・ステイツマン』のイギリス人ジャーナリスト、ロビン・スタマーが疑問を呈した。彼は、後の西ドイツ首相でタローのスペイン内戦時の友人、ヴィリー・ブラントの私見を引用して、彼女は、モスクワと無関係なスペインの社会主義者と共産主義者のスターリン主義による粛清の犠牲者である、と述べている。しかし、スタマーはこの主張にいかなる証拠も提供していない。

## 死後

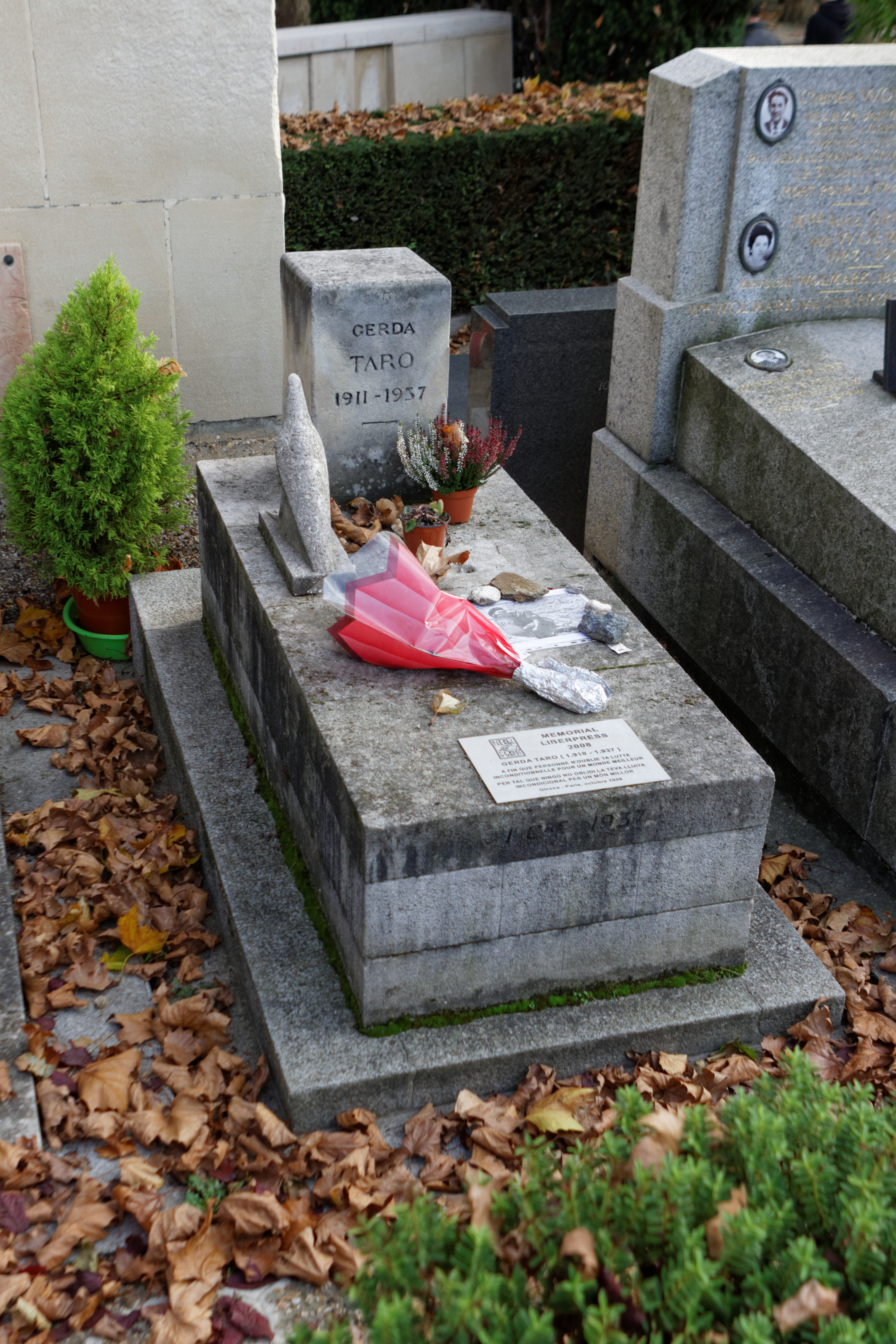
ペール・ラシェーズ墓地にあるタローの墓。
生年が1911年と誤記されている。

タローの死は政治的な損失とされ、タローは反ファシストの象徴となった。彼女が27回目の誕生日を迎えるはずだった1937年8月1日、フランス共産党はパリで壮大な葬儀を行い、彼女はペール・ラシェーズ墓地に埋葬され、アルベルト・ジャコメッティが彼女の墓碑をデザインした。しかし、フランスが占領された後ナチスの要請によってタローの墓碑銘は削り取られた上、墓石はすげ替えられてしまった（戦後にジャコメッティは新たな墓碑をデザインした）。キャパは彼女の死を知るとショックを受け、何日も自宅で泣き伏せたという。
2007年9月26日、国際写真センターがアメリカでは初となる大規模なタローの写真展を開いた。
2013年1月、横浜美術館にて『ロバート・キャパ／ゲルダ・タロー　二人の写真家』が開催され、日本では初めてとなる本格的なタローの写真展が行われた。

2018年1月、ゲルダ・タローの死の間際とされる写真が見つかった。発端はTwitterに投稿された1枚の写真であった。1937年のスペイン内戦時に撮影され、男性医師が横たわった女性を治療している様子が写っている。これは男性医師の息子が投稿したものであったが、手当を受けている女性がゲルダ・タローに似ているとの指摘があり、投稿者が裏書きを確認したところ、以下のように書き込みがあった。

Frente Brunete Junio 37. 
(En Torrelodones) 
Mrs Frank Capa of 'Ce Soire' of Paris.
Killed at Brunete.

ブルネテ戦線　1937年6月
(トレロドネス)
フランク・キャパ夫人　ス・ソワール　パリ

ブルネテにて死去
注釈として、タローが死去したのは実際には7月である。実際にはタローとキャパは結婚していなかった。一連の流れはTwitterで2023年2月現在も確認できる。この後、男性医師の1992年のインタビューが発見され、医師自身が「ロバート・キャパの夫人」を治療したと発言しているのが確認された。

## 関連文献・作品
- ジェーン・ロゴイスカ『ゲルダ・タロー　ロバート・キャパを創った女性』木下哲夫訳、白水社、2016年
- 沢木耕太郎 『キャパの十字架』文藝春秋、2013年、文春文庫、2015年 - 恋人ゲルダとの足跡を追う
- マーク・アロンソン/マリナ・ブドーズ『キャパとゲルダ　ふたりの戦場カメラマン』原田勝訳、あすなろ書房、2019年 - 年少者向け作品
- 赤神諒『太陽の門』日本経済新聞出版社、2021年 - ヒロインの一人はゲルダをモデルとしている
- BS世界のドキュメンタリー「戦場写真家 ゲルダ・タローの真実」（2022年2月24日、NHK BS1）[13]

## 参考
- Irme Schaber, "Gerda Taro: una fotografa rivoluzionaria nella guerra civile spagnola" (Roma: DeriveApprodi, 2007), with a preface by Elisabetta Bini (dead link)
- L'ombre d'une photographe, Gerda Taro. Le Seuil. (2006). ISBN 2-02-085817-7
- Schaber, Irme. Gerta Taro: Fotoreporterin im spanischen Bürgerkrieg. Marburg: Jonas, 1994. ISBN 3-89445-175-0
  - イルメ・シャーバー『ゲルダ――キャパが愛した女性写真家の生涯』高田ゆみ子訳、沢木耕太郎解説、祥伝社、2015年。ISBN 978-4-3966-5055-1。
- Schaber, Irme; translation by Pierre Gallissaires. Gerda Taro: Une photographe révolutionnaire dans la guerre d'Espagne. Paris: Editions du Rocher, 2006. ISBN 2-268-05727-5